# Risholn
Risholn är en by i Leksands socken, Leksands kommun.
Under 1540-talet upptas två nominati i Risholn. Jöran Holstenssons karta från 1668 anger tre gårdstecken i byn. Som fäbod finns byn dokumenterad före 1670. Bynamnet skrivs 1551 "Rijsholenn", och var ännu i slutet av 1800-talet blandby. Här fanns tidigare byskola för Leksands sockens nordostligaste byar. I början av 1920-talet bodde här ett tjugotal familjer. Risholn ligger på östra sidan av Knytberget, från vars topp 460 meter över havet man i klart väder kan se inte mindre än 10 kyrkor: Leksands, Boda, Rättviks, Våmhus, Mora, Sollerö, Åls, Bjursås, Kristine och Kopparbergs i Falun.